# Calle Verde
La calle Verde es una vía pública de la ciudad española de Sevilla.

## Descripción
La vía, que se habría conocido en otros tiempos como «calle de Calverde», discurre desde la calle Céspedes hasta la plaza de los Curtidores. Aparece descrita en la Noticia histórica del origen de los nombres de las calles de esta ciudad de Sevilla (1839) de Félix González de León con las siguientes palabras:

Calle Verde. Corresponde al cuartel que la anterior, y á la parroquia de san Bartolomé. De Calverde es como la nombran los antiguos padrones, mas no sé el origen. Era de la antigua Alhamia de los judios, es muy estrecha, y pasa desde la calle del corral del Agua, á la de san Gerónimo.
(González de León, 1839b, p. 445)